# Kulmbach
Kulmbach je velké okresní město v německé spolkové zemi Bavorsko, ve vládním obvodu Horní Franky. Je administrativním centrem zemského okresu Kulmbach.
V roce 2022 zde žilo 25 818 obyvatel.

## Poloha
Sousední obce jsou: Kasendorf, Ködnitz, Mainleus, Neudrossenfeld, Rugendorf, Stadtsteinach, Thurnau, Trebgast, Untersteinach a Weißenbrunn.

## Dějiny
Kolem roku 900 v poloze dnešní čtvrti Spiegel stála malá osada s opevněným dvorem k ochraně křižovatky a brodu přes řeku Mohan u Grünwehru. Oblast později připadla hrabatům ze Schweinfurtu. Jméno Kulmbach se poprvé zmiňuje v darovací listině v Alcuinovy Bible mezi lety 1028 a 1040, je odvozeno od potoka sestupujícího z hory (Culmin-aha, Culmna).
Po vymření mužských potomků rodu pánů ze Schweinfurtu přešel Kulmbach sňatkem dědičky Gisely s hrabětem Arnoldem z Dießenu na rod Dießen-Andechs.
V první třetině dvanáctého století byla založena pevnost Plassenburg a tržní osada s kostelem v horním městě. Páni z Andechsu obdrželi v roce 1180 od císařem Barbarossy titul vévodů z Merana. Kolem roku 1231 získal Kulmbach městská práva a na horské ostrožně byl postaven nový hrad. Rod vévodů z Merana vymřel roku 1248 bezdětným vévodou Ottou II. Mezi léty 1260-1340 městečko ovládal durynský hraběcí rod pánů z Orlamünde.
Od konce 14. století a za Hohenzollernů město řídila městská rada, vzkvétalo díky řemeslům (zejména soukeníci, barvíři, hedvábníci) a dálkovému obchodu na trase Bamberk, Norimberk, Cheb, Hof a Lipsko. V letech 1398-1500 zde žilo 2000 obyvatel. 31. ledna 1430 město vypálili čeští husité.
V 17. století význam města upadl ve prospěch sousedního Bayreuthu.

## Památky

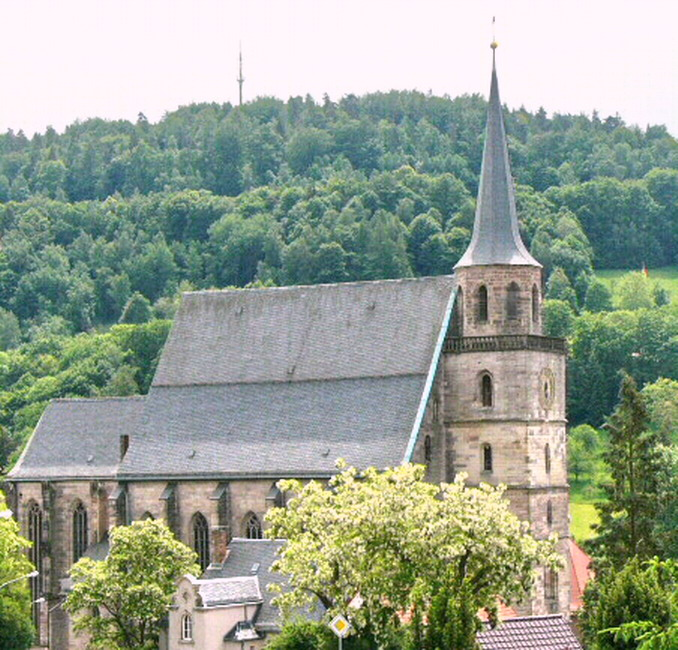
kostel sv.Petra

- Renesanční pevnost, původně středověký hrad Plassenburg, rozbombardovaný za 2. světové války a znovu dostavěný; v muzeu je vystavena největší sbírka cínových figurek na světě s více než 300 tisíci figurkami a 170 dioramaty.
- Kostel sv. Petra - románsko-gotická trojlodní bazilika, poprvé zmíněna roku 1174 jako opevněný kostel
- Část středověkých městských hradeb: Bílá věž (der Weiße Turm), Červená věž (der Rote Turm)
- Špitální kostel sv. Alžběty s barokním portálem, z let 1738-1739
- Barokní budova radnice z roku 1752 - s volutovým štítem
- Kostel Panny Marie (Unser liebe Frauenkirche) - novogotická bazilika z roku 1894
- Spolkový pivovar - tradiční značka piva, každoročně se zde pořádá Bierfest
- Bavorské pivovarské a pekařské muzeum
- Luitpoldova kašna - z let 1896-1899
- Starý hřbitov - válečné památníky a hroby, muzeum v přírodě

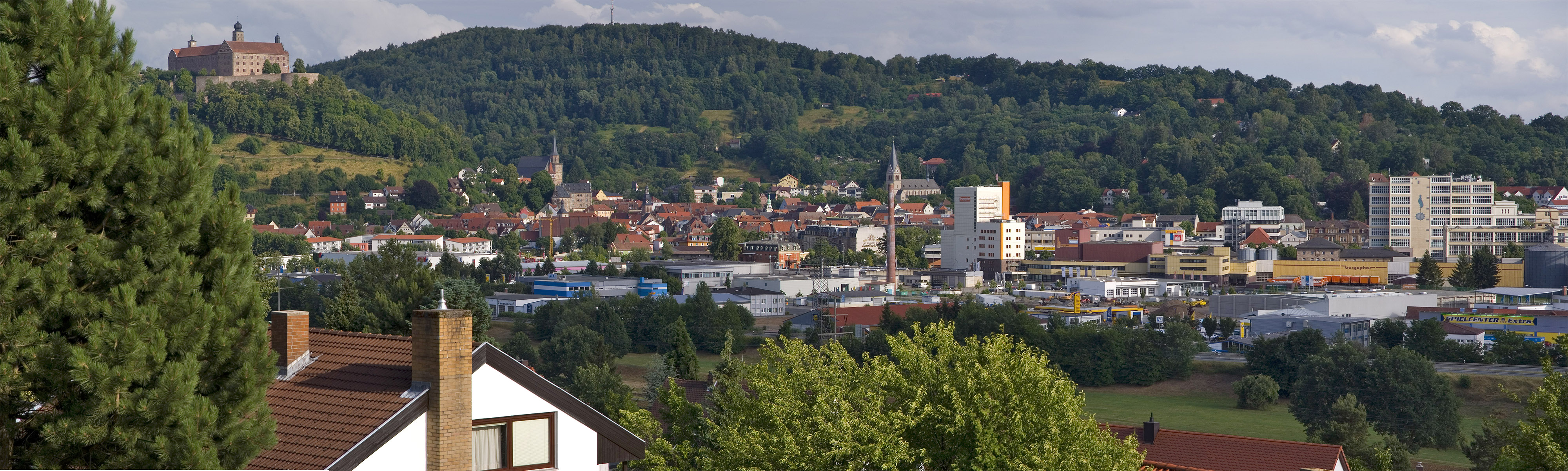
Panorama města

## Osobnosti
- Hans Suess alias Hans von Kulmbach - malíř a grafik, žák Albrechta Dürera